# 深圳成分指数
深圳成分指数（しんせんせいぶんしすう、中国語: 深圳证券交易所成份股价指数、英語: SZSE Component Index、略称中国語: 深证成指）は、中国株の代表的な株価指数の一つ。深圳証券取引所に上場するA株のうち、時価総額、流動性上位500社で構成される株価指数。1994年7月20日を基準日とし、その日の時価総額を1000として算出される、時価総額加重平均型株価指数（浮動株基準株価指数）である。Qに表示される指数の出来高は除数1000で算出する。
ハイテク企業が多く含まれ、「情報技術」セクターが2割超、広義のハイテクセクターも含めれば7割超を占めるとされる。
2015年5月20日より構成銘柄数が40から500に変更された。

## 構成銘柄
構成銘柄は深圳証券取引所市場データを参照のこと。

## 類似指数
- 深圳300指数（英語版） - 上位300社で構成。
  - 深圳100指数（英語版） - 上位100社で構成。
  - 深圳200指数（英語版） - 上位300社のうち上位100社を除く101位から300位の企業で構成。
- 深圳1000指数 - 上位1000社で構成。
  - 深圳700指数 - 上位1000社のうち上位300社を除く301位から1000位の企業で構成。
- 深圳総合指数（英語版） - 深圳に上場する全銘柄で構成。